# Ali Shariati
Ali Shariati (em persa: علی شریعتی,  Kahak, Coração Razavi, 23 de novembro de 1933 – Southampton, 19 de junho de 1977) foi um sociólogo iraniano, conhecido e respeitado por seu trabalho no campo da sociologia da religião.

## Biografia
Nascido em 1933 em Mazinan, subúrbio de Sabzevar, nordeste do Irão, seu pai, Mahammad-Taghi, foi um nacionalista progressista e estudioso do Islão, fundador do Centro para Propagação das Verdades Islâmicas.
Na faculdade teve contato com jovens de classes baixas. Sob influência da filosofia e política ocidental, esforçou-se em explicar e propor soluções para os problemas enfrentados pela sociedade muçulmana através das tradições islâmicas entendidas do ponto de vista da moderna sociologia e filosofia.
Recebeu influências de Moulana Rumi e Muhammad Iqbal.